# Distretto di Banská Bystrica
Il distretto di Banská Bystrica (in slovacco: Okres Banská Bystrica) è un distretto della regione omonima, nella Slovacchia centrale. Fino al 1918, la zona apparteneva al comitato di Zólyom, nel Regno d'Ungheria.

## Geografia antropica
Il distretto comprende una città e 41 comuni.

### Città
- Banská Bystrica

### Comuni
- Badín
- Baláže
- Brusno
- Čerín
- Dolná Mičiná
- Dolný Harmanec
- Donovaly
- Dúbravica
- Harmanec
- Hiadeľ
- Horná Mičiná
- Horné Pršany
- Hrochoť
- Hronsek

- Kordíky
- Králiky
- Kynceľová
- Lučatín
- Ľubietová
- Malachov
- Medzibrod
- Moštenica
- Motyčky
- Môlča
- Nemce
- Oravce
- Podkonice
- Pohronský Bukovec

- Poniky
- Povrazník
- Priechod
- Riečka
- Sebedín-Bečov
- Selce
- Slovenská Ľupča
- Staré Hory
- Strelníky
- Špania Dolina
- Tajov
- Turecká
- Vlkanová